# Laser a iodio in fase totalmente gassosa
Il laser a iodio in fase totalmente gassosa, noto con l'acronimo AGIL (All Gas-phase Iodine Laser), è un laser chimico, cioè un laser che sfrutta l'energia prodotta da una reazione chimica esotermica per ottenere la necessaria inversione di popolazione, anziché basarsi su un pompaggio ottico o elettrico come avviene nei laser tradizionali. Come nel laser ossigeno-iodio (COIL), anche nell'AGIL la radiazione laser è emessa nel vicino infrarosso a 1315 nm, ed è dovuta ad una transizione tra stati elettronici dello iodio atomico I:
I (2P1/2) (stato eccitato) → I (2P3/2) (stato fondamentale)
AGIL può funzionare in modo pulsato oppure continuo. Rispetto al sistema COIL, che richiede la presenza di reattivi chimici in due fasi (liquido/gas), l'AGIL richiede solo reattivi gassosi, ed è quindi considerato più promettente per applicazioni aerospaziali per motivi di peso.
Il primo AGIL è stato descritto nella letteratura scientifica nel 2003, e ha anche ottenuto brevetti.

## Principio di funzionamento
Nell'AGIL il meccanismo di formazione dello iodio atomico eccitato è diverso rispetto al COIL, e tutte le reazioni avvengono in fase gassosa. I composti utilizzati sono trifluoruro di azoto (NF3), cloruro di deuterio (DCl), ioduro di idrogeno (HI) e acido azotidrico (HN3). Molti dettagli del meccanismo sono ancora da chiarire, ma lo schema di principio è il seguente.
NF3 è usato per produrre fluoro atomico F, in genere tramite una scarica elettrica. Il fluoro atomico formato F reagisce con DCl formando cloro atomico Cl, che a sua volta reagisce con HI formando iodio atomico allo stato fondamentale, I (2P3/2):
F + DCl  → DF + Cl
Cl + HI  → HCl + I (2P3/2)
Il cloro atomico reagisce anche con HN3 per formare cloronitrene (NCl) nello stato elettronicamente eccitato, NCl (1Δ):
Cl + HN3 → HCl + N3
Cl + N3 → N2 + NCl (1Δ)
Gli atomi di iodio allo stato fondamentale reagiscono con il cloronitrene eccitato in una reazione di trasferimento di energia, formando cloronitrene allo stato fondamentale NCl (3Σ) e atomi di iodio eccitati I (2P1/2):
I (2P3/2) + NCl (1Δ) → I (2P1/2) + NCl (3Σ)
Tutto il sistema va ottimizzato con attenzione in modo che lo iodio eccitato si formi nella cavità ottica, dove si ha emissione laser da emissione stimolata di I (2P1/2):
I (2P1/2) + hν → I (2P3/2) + 2hν
Sono stati presi in esame anche altri reagenti gassosi in grado di far funzionare un sistema AGIL.